# 1575
Відродження •  Реформація •  Доба великих географічних відкриттів •  Ганза •  Річ Посполита •  Нідерландська революція •  Релігійні війни у Франції

## Геополітична ситуація
Османську державу очолює Мурад III (до 1595). Імператором Священної Римської імперії є Максиміліан II Габсбург (до 1576). У Франції королює Генріх III Валуа (до 1589).
Апеннінський півострів за винятком Папської області та Венеційської республіки належить Священній Римській імперії.
Королем Іспанії та правителем Нижніх земель є Філіп II Розсудливий (до 1598). В Португалії королює Себастьян I Бажаний (до 1578). Королевою Англії є Єлизавета I (до 1603). Король Данії та Норвегії — Фредерік II (до 1588). Король Швеції — Юхан III (до 1592). Королем Богемії та Угорщини є Рудольф II (до 1608).
Королями Речі Посполитої, якій належать українські землі, є Стефан Баторій та Анна Ягеллонка.
У Московії править Симеон Бекбулатович (до 1576). На заході євразійських степів існують Кримське ханство, Ногайська орда. Єгиптом володіють турки. Шахом Ірану є сефевід Тахмасп I.
У Китаї править династія Мін. Значними державами Індостану є Імперія Великих Моголів, Біджапурський султанат, Віджаянагара. В Японії триває період Адзуті-Момояма.
Триває підкорення Америки європейцями. На завойованих землях існують віцекоролівства Нова Іспанія та Нова Кастилія. Португальці освоюють Бразилію.

## Події

### В Україні
- У вересні кримські татари здійснили напад на Галич, полонили понад 55 тисяч людей, забрали 150 тисяч коней, 500 тисяч худоби, 200 тисяч овець[1].
- Запорожці Богдана Ружинського у відповідь на татарський набіг штурмували Гезлев (Євпаторію) та Кафу. По тому вони несподівано висадилися під Трапезундом і Сінопом.
- Письмова згадка про село Велика Загорівка — сучасний Борзнянський район.

### У світі

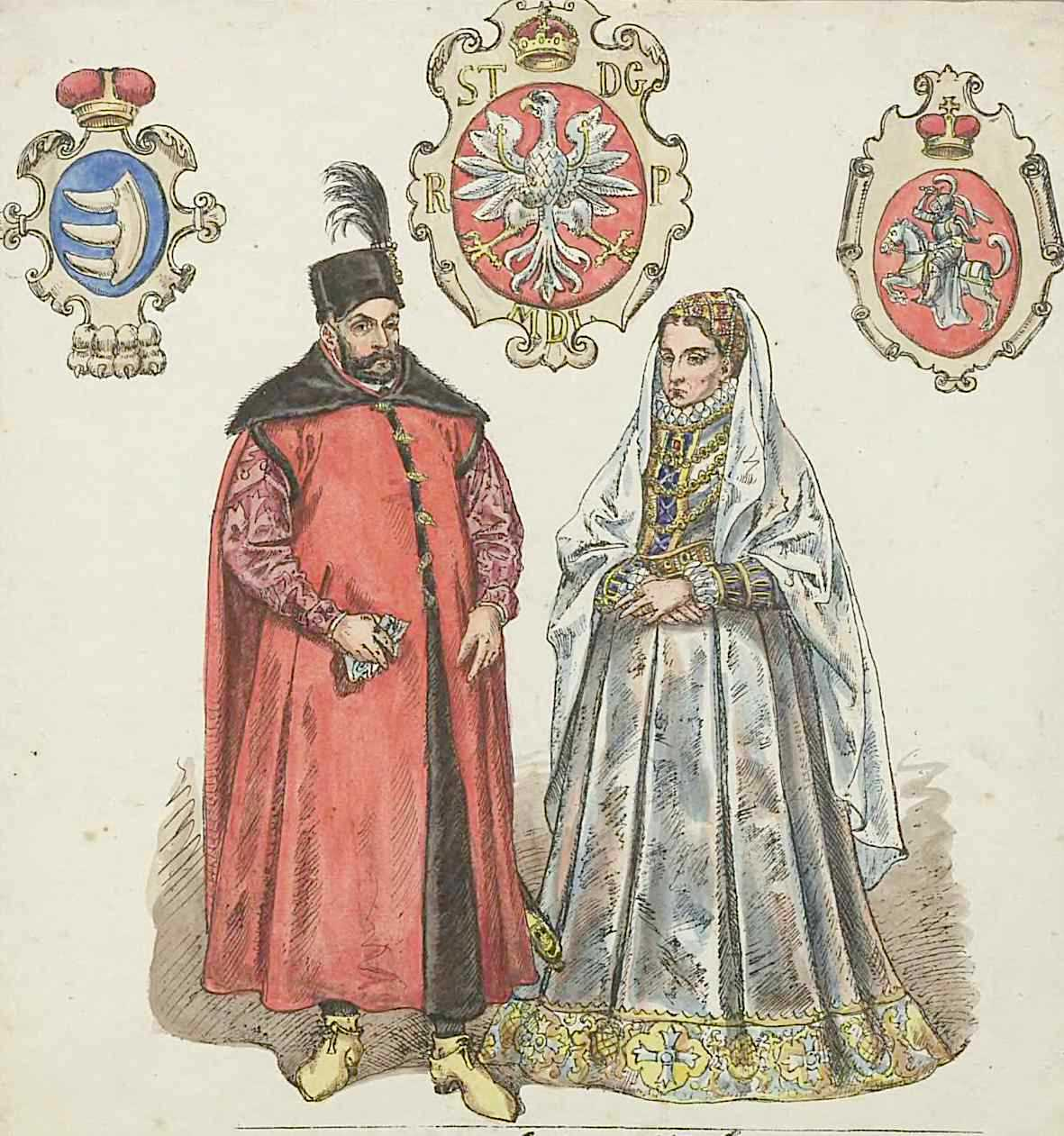
Анна Ягеллонка та Стефан Баторій

- Королями Речі Посполитої проголошено Стефана Баторія та Анну Ягеллонку попри те, що шляхта проголосувала за Максиміліана II Габсбурга.
- У Москві Іван IV «зрікся» трону і посадив на нього Симеона Бекбулатовича.
- Рудольфа II короновано королем Богемії. Його ж обрано римським королем.
- У ході Лівонської війни московити окупували Пярну й Вайсенштайн.
- Вільгельм I Оранський заснував Лейденський університет.
- У Венеції спалахнула епідемія бубонної чуми.
- 29 червня у битві при Нагасіно аркебузири Оди Нобунаґи здобули перемогу над кіннотою роду Такеда, що зумовило масовий перехід самурайських армій на вогнепальну зброю.
- Португальці заснували місто Луанда в Африці.

## Народились
Дивись також Категорія:Народились 1575
- 25 липня — Христоф Шейнер, німецький астроном, єзуїт

## Померли
Дивись також Категорія:Померли 1575